# نور أباد (حسين أباد كرمان)
نور أباد (بالفارسية: نورآباد) هي منطقة سكنية تقع في إيران في Hoseynabad Rural District. يقدر عدد سكانها بـ 295 نسمة .